# Tysk stridsordning för invasionen av Polen

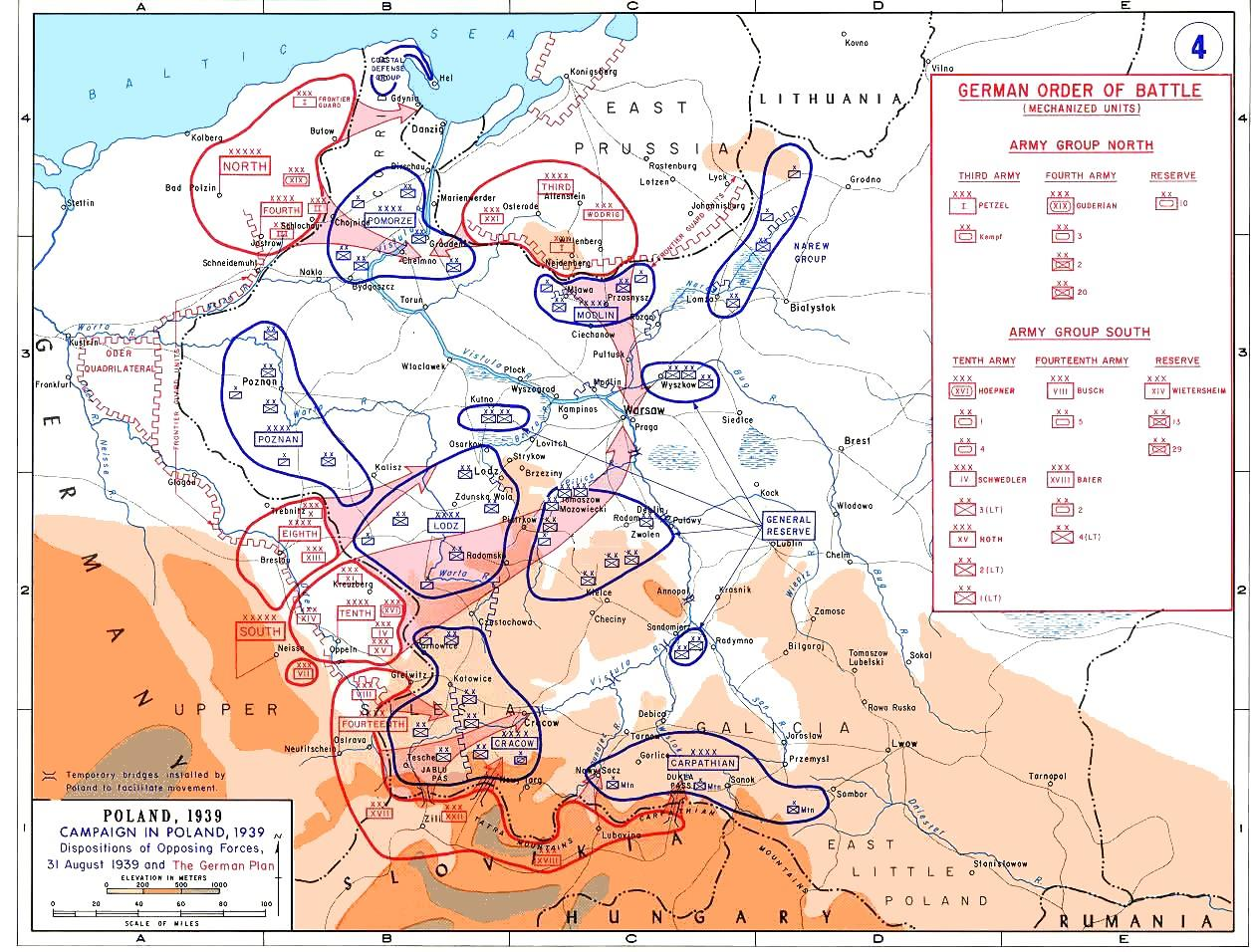
Tysk stridsordning den 31 augusti och attackplan.

Det här är en redogörelse för den tyska stridsordningen för militära enheter under invasionen av Polen 1939.
Den tyska arméns styrkor för invasionen av Polen (kodnamn Fall Weiss) delades in i armégrupp nord bestående av den tyska 3:e och 4:e armén och armégrupp syd bestående av den tyska 8:e, 10:e, och 14:e arméerna och den slovakiska armégruppen Bernolak.
Armégrupp C befann sig på den västra gränsen för att möta en potentiell fransk attack. 
Denna stridsordning gäller för 04:47 den 1 september, varefter saker förändrades med krigets gång. 

## Oberkommando des Heeres
Oberkommando des Heeres var den tyska arméns överkommando. Den kontrollerade allt relaterat till armén: personal, utbildning, rekrytering, rustning, transport, förnödenheter, medicinska tjänster, etc. Ett pågående problem var att varje gren inom överkommandot var sitt eget "rike" vilket resulterade i massiv ineffektivitet.
Oberbefehlshaber des Heeres Generaloberst Walter von Brauchitsch
- Chef des Generalstab des Heeres General der Artillerie Franz Halder
Chefen för arméns generalstab var chef för alla avdelningar i armén förutom rustningssektionen och ersättningsarmén.
- Chef der Heeresrüstung und Befehlshaber des Ersatzheeres General der Artillerie Friedrich "Fritz" Fromm
Chefen för krigsmateriel och befälhavare för ersättningsarmén kontrollerade all materiell anskaffning till armén samt produktion, och alla trupper i Tyskland som var ersättningsförband för frontlinjeförbanden.

## Armégrupp Nord
Generaloberst Fedor von Bock

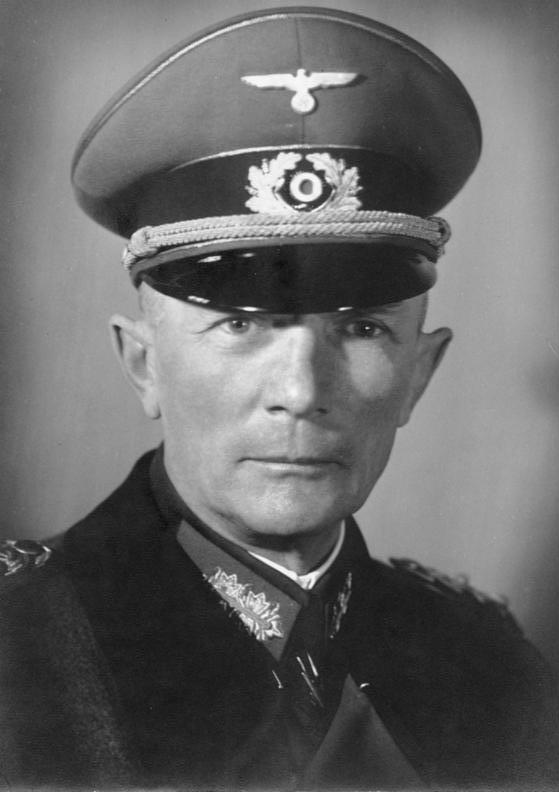
Fedor von Bock

Armégrupp nords initiala mål var att inta den "polska korridoren" (4. Armee) och avancera söderut mot Warszawa från Ostpreussen (3. Armee).

### Armégruppens reservtrupper
Direkt underställd Armégrupp nord
10. Panzer-Division  (Generalleutnant Ferdinand Schaal)
Panzer-Regiment 8
Infanterie-Regiment (mot.) 86, Abteilung II
Artillerie-Regiment (mot.) 29
Aufklärungs -Regiment 8, Abteilung !
73. Infanterie-Division (Generalutnant Friedrich von Rabenau)
Infanterie-Regiment 170, 186, 213
Artillerie-Regiment 173
206. Infanterie-Division (Generalmajor Hugo Höfl)
Infanterie-Regiment 301, 312, 413
Artillerie-Regiment 206
208. Infanterie-Division (Generalmajor Moritz Andreas)
Infanterie-Regiment 309, 337, 338
Artillerie-Regiment 208

### 3. Armee
General der Artillerie Georg von Küchler

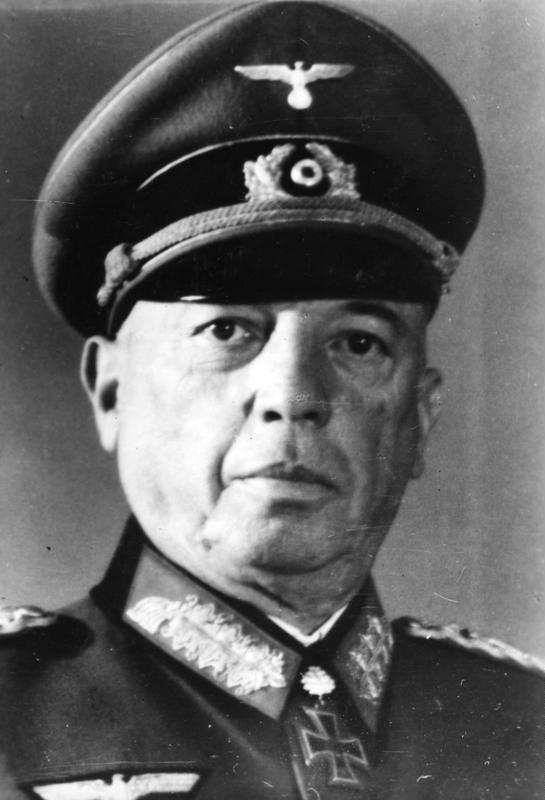
Georg von Küchler

3. Armee var stationerad i Ostpreussen
3. Armee: Reserver
217. Infanterie-Division (Generalmajor Richard Baltzer)
Infanterie-Regiment 311, 346, 389
Artillerie-Regiment 217
1. Kavallerie-Division (Oberst Kurt Feldt)
Reiter-Regiment 1, 2
Radfahr, Abteilung 1
Reitende Artillerie, Abteilung 1
I. Armeekorps
Generalleutnant Walter Petzel (tillförordnad)
11. Infanterie-Division (Generalleutnant Max Bock)
Infanterie-Regiment 2, 23, 44
Artillerie-Regiment 11
61. Infanterie-Division (Generalleutnant Siegfried Haenicke)
Infanterie-Regiment 151, 162, 176
Artillerie-Regiment 161
Panzerverband Ostpreußen (Panzer-Division Kempf) (Generalmajor Werner Kempf)
Panzer-Regiment 7
SS-Standard (mot.) "Das Reich"
SS-Artillerie-Standart (Totenkopf)
Grenzschutzabschnittskommando 15 (Generalmajor Wolf Schede)
4 Grenzwacht-Regiments
XXI. Armeekorps
Generalleutnant Nikolaus von Falkenhorst
Panzer-Regiment 10, Abteilung I (Oberstleutnant Friedrich-Wilhelm Sieberg)
21. Infanterie-Division (Generalleutnant Kuno-Hans von Both)
Infanterie-Regiment 3, 24, 45
Artillerie-Regiment 21
228. Infanterie-Division (Generalmajor Hans Suttner)
Infanterie-Regiment 325, 356, 400
Artillerie-Regiment 228
Führungsstab z.b.V. 1 (även känd som Kommandostab Wodrig, Korps Wodrig)
Generalleutnant Albert Wodrig
1. Infanterie-Division (Generalmajor Joachim von Kortzfleisch)
Infanterie-Regiment 1, 22, 43
Artillerie-Regiment 1
12. Infanterie-Division (Generalleutnant Ludwig von der Leyen)
Infanterie-Regiment 27, 48, 89
Artillerie-Regiment 12
Gruppe Brand
Generalmajor Albrecht Brand
Kommandantur der Befestigungen bei Königsberg Albrecht Brand (Kommandot för befästningarna runt Königsberg)
Infanterie-Regiment "Gumbinnen"
Landwehr-Infanterie-Regiment 152
2 Grenzwacht-Regiments
Brigade Goldap (Oberst Hans-Erich Nolte)
Landwehr-Infanterie-Regiment 161, Abteilung IV
Landwehr-Infanterie-Regiment 162, Abteilung II
Landwehr-Artillerie-Regiment 161, Abteilung II
Brigade Lötzen (Generalmajor Otto-Ernst Ottenbacher)
Landwehr-Infanterie-Regiment 161, 162
Landwehr-Artillerie-Regiment 161
1 Grenzwacht-Regiment

### 4. Armee
General der Artillerie Günther von Kluge

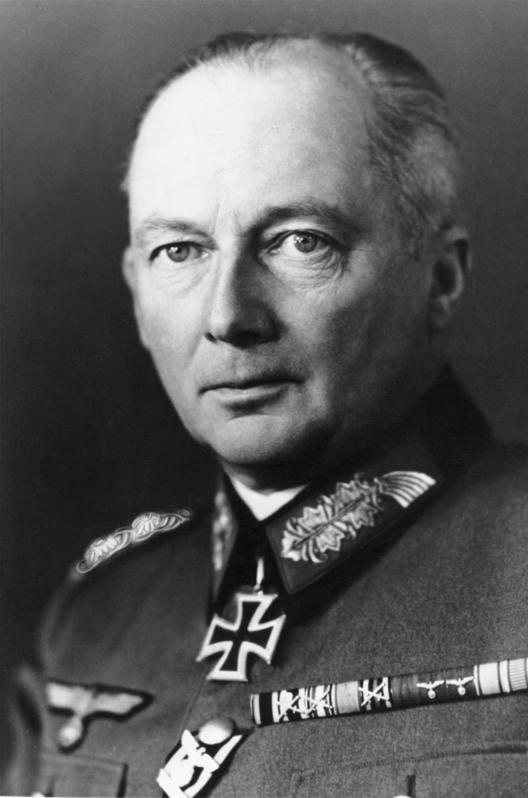
Günther von Kluge

4. Armee var stationerad i Västpommern
4. Armee reserver
23. Infanterie-Division (Generalleutnant Walter Graf von Brockdorff-Ahlefeldt)
Infanterie-Regiment 9, 67, 68
Artillerie-Regiment 23
218. Infanterie-Division (Generalmajor Woldemar Freiherr Grote)
Infanterie-Regiment 323, 386, 397
Artillerie-Regiment 218
Grenzschutzabschnittskommando 1 (General der Flieger Leonhard Kaupisch)
2 Grenzwacht-Regiments
207. Infanterie-Division (Generalmajor Karl von Tiedemann)
Infanterie-Regiment 322, 368, 374
Artillerie-Regiment 207
Grenzschutzabschnittskommando 2 (Generalleutnant Friedrich (Fritz) Büchs)
4 Grenzwacht-Regiments
Grenzschutzabschnittskommando 12 (Generalmajor Hermann Metz)
Grenz-Infanterie-Regiment "Crossen", "Meseritz" och "Schwerin"
3 Grenzwacht-Regiments
II. Armeekorps
General der Infanterie Adolf Strauß
3. Infanterie-Division (Generalmajor Walter Lichel)
Infanterie-Regiment 8, 29, 50
Artillerie-Regiment 3
32. Infanterie-Division (Generalleutnant Franz Böhme)
Infanterie-Regiment 4, 94, 96
Artillerie-Regiment 32
III. Armeekorps
General der Artillerie Curt Haase
50. Infanterie-Division (Generalleutnant Konrad Sorsche)
Grenz-Infanterie-Regiment 121, 122, 123
schw. Artillerie-Abteilung (mot.) 101
Brigade Netze (Generalmajor Eccard Freiherr von Gablenz)
2 Grenzwacht-Regiments
XIX. Armeekorps
General der Panzertruppe Heinz Guderian
3. Panzer-Division (Generalleutnant Leo Freiherr Geyr von Schweppenburg)
3. Panzer-Brigade (Panzer-Regiment 5, 6)
3. Schützen-Brigade (Schützen-Regiment 3)
Artillerie-Regiment 75 (mot.)
2. Infanterie-Division (mot) (Generalleutnant Paul Bader)
Infanterie-Regiment 5 (mot.), 25 (mot.), 92 (mot.)
Artillerie-Regiment 2 (mot.)
20. Infanterie-Division (mot) (Generalleutnant Mauritz von Wiktorin)
Infanterie-Regiment 69 (mot.), 76 (mot.), 80 (mot.)
Artillerie-Regiment 56 (mot.)

## Armégrupp Syd
Generaloberst Gerd von Rundstedt

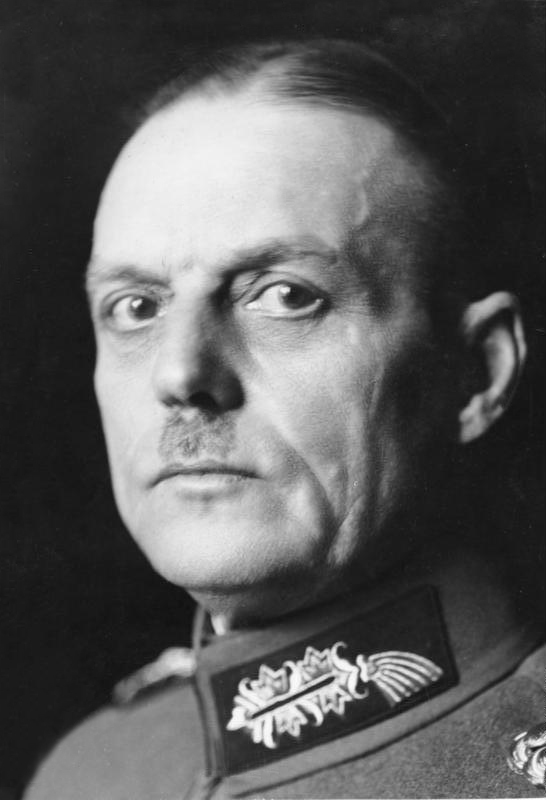
Gerd von Rundstedt

Armégrupp syds ursprungliga mål var att avancera från Schlesien mot Warszawa med 8. Armee och 10. Armee, samt att tillintetgöra polska styrkorna runt Kraków med 14. Armee.

### Armégruppens reservtrupper
Direkt underställd Armégrupp Syd
56. Infanterie-Division (Generalmajor Karl Kriebel)
Infanterie-Regiment 92, 171, 234
Artillerie-Regiment 156
57. Infanterie-Division (Generalmajor Oskar Blümm)
Infanterie-Regiment 179, 199, 217
Artillerie-Regiment 157
252. Infanterie-Division (Generallutnant Diether von Boehm-Bezing)
Infanterie-Regiment 452, 461, 472
Artillerie-Regiment 252
257. Infanterie-Division (Generalleutnant Max von Viebahn)
Infanterie-Regiment 457, 466, 477
Artillerie-Regiment 257
258. Infanterie-Division (Generalmajor Walter Wollmann)
Infanterie-Regiment 458, 478, 479
Artillerie-Regiment 258
VII. Armeekorps (General der Infanterie Eugen Ritter von Schobert)
27. Infanterie-Division (Generalleutnant Friedrich Bergmann)
Infanterie-Regiment 40, 63, 91
Artillerie-Regiment 27
68. Infanterie-Division (Oberst Georg Braun)
Infanterie-Regiment 169, 188, 196
Artillerie-Regiment 168
XXII. Armeekorps (General der Kavallerie Ewald von Kleist)
62. Infanterie-Division (General Walter Keiner)
Infanterie-Regiment 164, 183, 190
213. Infanterie-Division (General Rene de l'Homme de Courbiere)
Infanterie-Regiment 318, 354, 406
221. Infanterie-Division (General Johann Pflugbeil)
Infanterie-Regiment 350, 360, 375
Ännu inte anlända divisioner
1. Gebirgs-Division (Generalmajor Ludwig Kübler)
Gebirgs-Jäger-Regiment 98, 99, 100
Gebirgs-Artillerie-Regiment 79
2. Gebirgs-Division (Generalleutnant Valentin Feurstein)
Gebirgs-Jäger-Regiment 136, 137
Gebirgs-Artillerie-Regiment 111

### 8. Armee

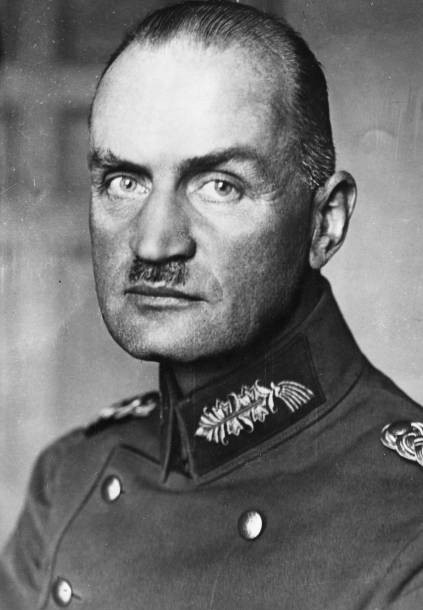
Johannes Blaskowitz

General der Infanterie Johannes Blaskowitz
8. Armee var stationerad i norra Schlesien
8. Armee reserver
30. Infanterie-Division (Generalleutnant Kurt von Briesen)
Infanterie-Regiment 6, 26, 46
Artillerie-Regiment 30
Grenzschutzabschnittskommando 13 (Generalleutnant Max von Schenckendorff)
2 Grenzwacht-Regiments
Grenzschutzabschnittskommando 14 (General der Kavallerie Kurt Ludwig Freiherr von Gienanth)
Landwehr-Infanterie-Regiment 183
2 Grenzwacht-Regiments
X. Armeekorps
General der Artillerie Wilhelm Ulex
24. Infanterie-Division (Generalleutnant Friedrich Olbricht)
Infanterie-Regiment 31, 32, 102
Artillerie-Regiment 24
XIII. Armeekorps
General der Kavallerie Maximilian Reichsfreiherr von und zu Weichs an der Glon
10. Infanterie-Division (Generalleutnant Conrad von Cochenhausen)
Infanterie-Regiment 20, 41, 85
Artillerie-Regiment 10
17. Infanterie-Division (Generalmajor Herbert Loch)
Infanterie-Regiment 21, 55, 95
Artillerie-Regiment 17
SS-Infanteri-Regiment (mot.) „Leibstandarte SS Adolf Hitler" (SS-Oberstgruppenführer Josef "Sepp" Dietrich).

### 10. Armee
General der Artillerie Walter von Reichenau

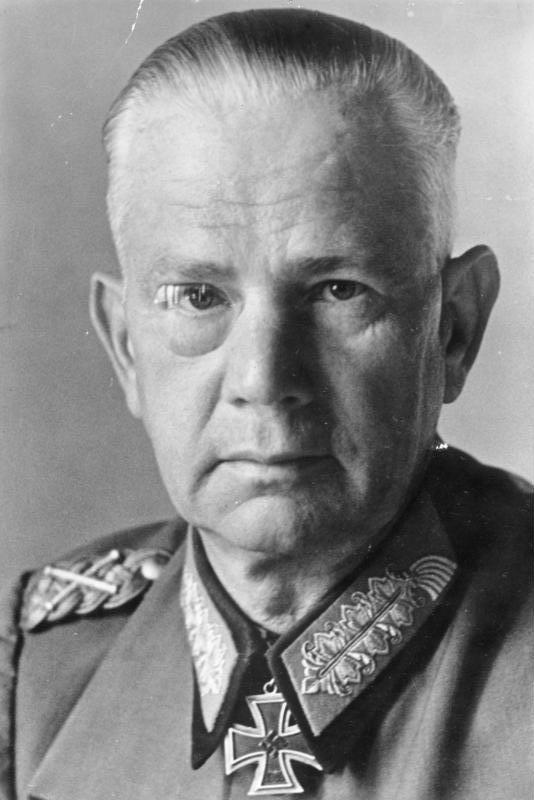
Walter von Reichenau

10. Armee var stationerad i södra Schlesien
10. Armee Reserver
1. leichte Division (Generalmajor Friedrich-Wilhelm von Loeper)
Panzer-Regiment 11, Panzer-Abteilung 65, 6
Schützen-Brigade (Schützen-Regiment 4)
Artillerie-Regiment 76 (mot.)
IV. Armeekorps
General der Infanterie Viktor von Schwedler
4. Infanterie-Division (Generalleutnant Erik-Oskar Hansen)
Infanterie-Regiment 10, 52, 103
Artillerie-Regiment 4
46. Infanterie-Division (Generalmajor Paul von Hase)
Infanterie-Regiment 42, 72, 97
Artillerie-Regiment 115
XI. Armeekorps
General der Artillerie Emil Leeb
18. Infanterie-Division (Generalmajor Friedrich-Carl Cranz)
Infanterie-Regiment 30, 51, 54
Artillerie-Regiment 18
19. Infanterie-Division (Generalleutnant Günther Schwantes)
Infanterie-Regiment 59, 73, 74
Artillerie-Regiment 19
XIV. Armeekorps (mot.)
General der Infanterie Gustav von Wietersheim
13. Infanterie-Division (mot) (Generalleutnant Moritz von Faber du Faur)
Infanterie-Regiment 33 (mot.), 66 (mot.), 93 (mot.)
Artillerie-Regiment 13 (mot.)
29. Infanterie-Division (mot) (Generalleutnant Joachim Lemelsen)
Infanterie-Regiment 15 (mot.), 71 (mot.)
Artillerie-Regiment 29 (mot.)
XV. Armeekorps (mot.)
General der Infanterie Hermann Hoth
2. leichte Division (Generalleutnant Georg Stumme)
Panzer-Abteilung 66
Kavallerie-Schützen-Regiment 6, 7
Artillerie-Regiment 78 (mot.)
3. leichte Division (Generalmajor Adolf-Friedrich Kuntzen)
Panzer-Abteilung 67
Kavallerie-Schützen-Regiment 8, 9
Artillerie-Regiment 80 (mot.)
XVI. Armeekorps (mot.)
General der Kavallerie Erich Höpner
1. Panzer-Division (Generalleutnant Rudolf Schmidt)
1. Panzer-Brigade (Panzer-Regiment 1, 2)
1. Schützen-Brigade (Schützen-Regiment 1)
Artillerie-Regiment 73 (mot.)
4. Panzer-Division (Generalmajor Georg-Hans Reinhardt)
5. Panzer-Brigade (Panzer-Regiment 35, 36)
Schützen-Regiment 12
Artillerie-Regiment 103 (mot.)
14. Infanterie-Division (Generalleutnant Peter Weyer)
Infanterie-Regiment 11, 53, 116
Artillerie-Regiment 14
31. Infanterie-Division (Generalleutnant Rudolf Kämpfe)
Infanterie-Regiment 12, 17, 82
Artillerie-Regiment 31

### 14. Armee
Generaloberst Wilhelm List

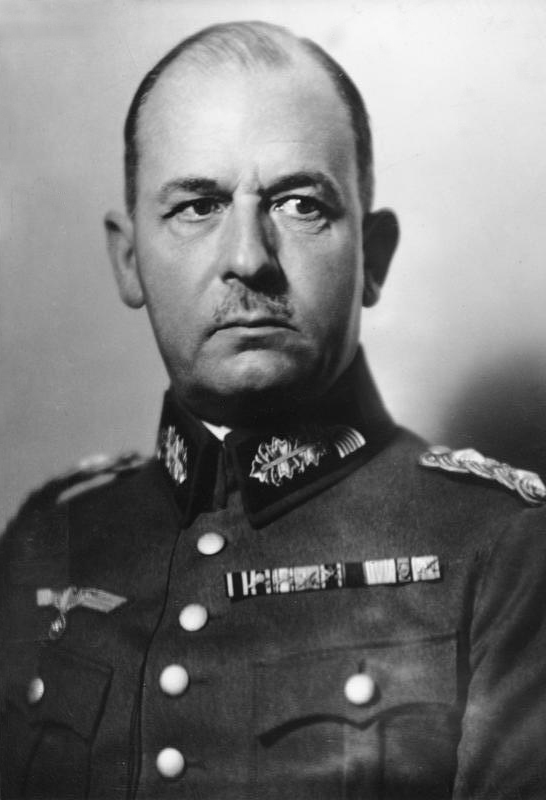
Wilhelm List

14. Armee var stationerad i Mähren och Slovakien
14. Armee Reserver
239. Infanterie-Division (Generalmajor Ferdinand Neuling)
Infanterie-Regiment 327, 372, 444
Artillerie-Regiment 239
Grenzschutzabschnittskommando 3 (Generalleutnant Georg Brandt)
3 Grenzwacht-Regiments
Grenzschutzabschnittskommando 30 (Generalmajor Erwin Engelbrecht)
Infanterie-Regiment 135, Abteilung III
Gebirgsjäger-Regiment 100, Abteilung III
Gebirgsjäger-Regiment 137, Abteilung I
VIII. Armeekorps
General der Infanterie Ernst Busch
5. Panzer-Division (Generalleutnant Heinrich von Vietinghoff genannt Scheel)
8. Panzer-Brigade (Panzer-Regiment 15, 31)
Schützen-Regiment 13 (mot.), 14 (mot.)
Artillerie-Regiment 116 (mot.)
8. Infanterie-Division (Generalleutnant Rudolf Koch-Erpach)
Infanterie-Regiment 28, 38, 84
Artillerie-Regiment 8
28. Infanterie-Division (Generalleutnant Hans von Obstfelder)
Infanterie-Regiment 7, 49, 83
239. Infanterie-Division (General Ferdinand Neuling)
Infanterie-Regiment 7, 49, 83
Artillerie-Regiment 28
SS-Standart (mot.) "Germania" (SS-Standartenführer Karl-Maria Demelhuber)
XVII. Armeekorps
General der Infanterie Werner Kienitz
7. Infanterie-Division (Generalmajor Eugen Ott)
Infanterie-Regiment 19, 61, 62
Artillerie-Regiment 7
44. Infanterie-Division (Generalleutnant Albrecht Schubert)
Infanterie-Regiment 131, 132, 134
Artillerie-Regiment 96
45. Infanterie-Division (Generalleutnant Friedrich Materna)
Infanterie-Regiment 130, 133, 135
Artillerie-Regiment 98
XVIII. Armeekorps
General der Infanterie Eugen Beyer
2. Panzer-Division (Generalleutnant Rudolf Veiel)
2. Panzer-Brigade (Panzer-Regiment 3, 4)
2. Schützen-Brigade (Schützen-Regiment 2)
Artillerie-Regiment 74 (mot.)
4. leichte Division (Generalmajor Dr.iur. Alfred Ritter von Hubicki)
Panzer-Abteilung 33
Kavallerie-Schützen-Regiment 10, 11
Artillerie-Regiment 102 (mot.)
3. Gebirgs-Division (Generalmajor Eduard Dietl)
Gebirgs-Jäger-Regiment 138, 139
Gebirgs-Artillery-Regiment 112

### Slovakiska arménBernolak
Polní armáda "Bernolák" (Fältarmén Bernolak )
Generál Ferdinand Čatloš
1. Divise "Jánošík" (Generál Antonin Pulanich)
Pěší pluk 1, 4, 6
Dělostřelecký pluk 1.
2. Divise "Škultéty" (Podplukovník Ján Imro, (09.05.1939 Generál Alexandr Čunderlik ))
Pěší pluk 3
Dělostřelecký pluk 2
3. Dela "Rázus" (Plukovník Augustín Malár)
Pěší pluk 2, 21
Dělostřelecký pluk 3, 4
Pěší pluk 5
Genomgick organisation och utbildning under invasionen
Infanterie-Regiment Großdeutschland  (Oberstleutnant Hunold von Stockhausen).

## Armégrupp C

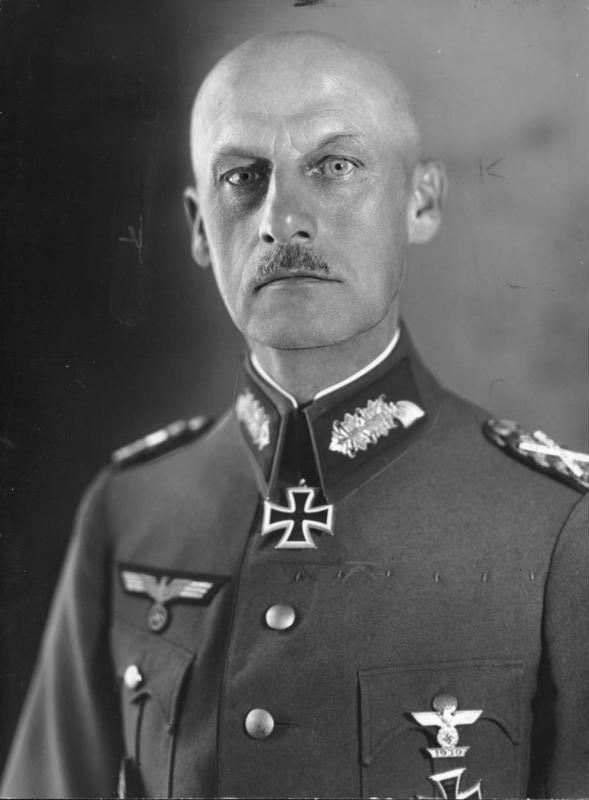
Wilhelm Ritter von Leeb

Generaloberst Wilhelm Ritter von Leeb
Armégrupp C:s uppgift var att skydda Tysklands västra gräns från franska attacker tills starkare enheter kunde skickas tillbaka från öster. Förbanden var i allmänhet i dåligt skick, de flesta av infanterienheterna saknade sina tunga vapenplutoner och vissa hela bataljoner. Det fanns nästan ingen rörlighet förutom hästar och cyklar. 

### Armégruppens reservtrupper
Direkt underställd Armégrupp C
76. Infanteri-division (Generalmajor Maximilian de Angelis )
Tyska överkommando-reserven
251. Infanterie-Division (Generalleutnant Hans Kratzert )
253. Infanterie-Division (Generalleutnant Friedrich "Fritz" Kühne)
254. Infanterie-Division (Generalleutnant Friedrich "Fritz" Koch)
255. Infanterie-Division (Generalmajor Wilhelm Wetzel)
256. Infanterie-Division (Generalmajor Josef Folttmann)
260. Infanterie-Division (Generalleutnant Hans Schmidt)
262. Infanterie-Division (Generalmajor Edgar Theisen)
263. Infanterie-Division (Generalmajor Franz Karl)
267. Infanterie-Division (General der Panzertruppe Ernst Feßmann)
268. Infanterie-Division (Generalmajor Erich Straube)
269. Infanterie-Division (Generalmajor Ernst Eberhard Hell)

### 5. Armee
General der Infanterie Curt Liebmann

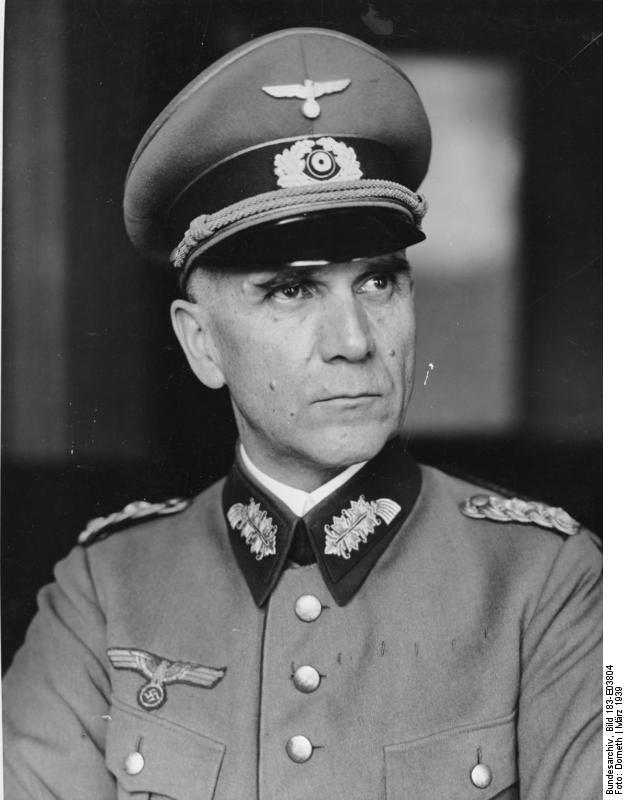
Curt Liebmann

5. Armee var stationerad längs gränsen till Luxemburg och Belgien
5. Armee reserver
58. Infanterie-Division (Generalmajor Iwan Heunert)
87. Infanterie-Division (Generalmajor Bogislav von Studnitz)
V. Armeekorps
General der Infanterie Richard Ruoff
22. Infanterie-Division (Generalmajor Hans Graf von Sponeck)
225. Infanterie-Division (Generalleutnant Ernst Schaumburg)
VI. Armeekorps
General der Pioniere Otto-Wilhelm Förster
1 Grenz-Infanterie-Regiment
XXVII. Armeekorps
General der Infanterie Karl Ritter von Prager
16. Infanterie-Division (Generalleutnant Gotthard Heinrici)
69. Infanterie-Division (Oberst Hermann Tittel)
211. Infanterie-Division (Generalmajor Kurt Renner)
216. Infanterie-Division (Generalleutnant Hermann Boettcher)
XXX. Armeekorps
Generalleutnant Otto Hartmann
Generalkommando der Grenztruppen Eifel (General der Infanterie Erich Raschick ) (senare XXIII. Armeekorps)
26. Infanterie-Division (Generalleutnant Sigismund von Förster)
86. Infanterie-Division (Generalmajor Joachim Witthöft)
227. Infanterie-Division (Oberst Friedrich Zickwolff)
Grenz-Division Trier (Generalmajor Franz Mattenklott ) (senare 72. Infanterie-Division
Grenzschutzabschnittskommando 9 (Oberst Hans von Sommerfeld)

### 1. Armee
General der Infanterie Erwin von Witzleben

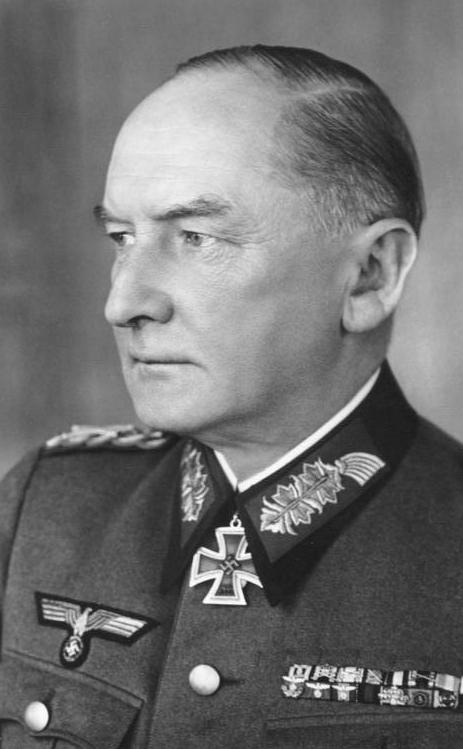
Erwin von Witzleben

1. Armee var stationerad längs den franska gränsen
1. Armee Reserver
75. Infanterie-Division (Generalmajor Ernst Hammer)
29. Infanterie-Division (Generalmajor Hans Stengel)
214. Infanterie-Division (Generalmajor Theodor Groppe)
209. Infanterie-Division (Generalmajor Hans Stengel)
223. Infanterie-Division (Generalmajor Paul-Willi Körner)
231. Infanterie-Division (Generalmajor Hans Schönhärl)
246. Infanterie-Division (Generalmajor Erich Denecke)
IX. Armeekorps
General der Infanterie Hermann Geyer
25. Infanterie-Division (Generalleutnant Christian Hansen)
33. Infanterie-Division (Generalleutnant Hermann Ritter von Speck)
71. Infanterie-Division (Generalmajor Wolfgang Ziegler)
XII. Armeekorps
General der Infanterie Walter Schroth
15. Infanterie-Division (Generalmajor Walter Behschnitt)
34. Infanterie-Division (Generalmajor Hans Behlendorff)
52. Infanterie-Division (Generalmajor Karl-Adolf Hollidt)
79. Infanterie-Division (Generalmajor Karl Strecker)
Grenzkommandantur Sankt Wendel (Generalmajor Karl Weisenberger)
Generalkommando der Grenztruppen Saarpfalz (General der Pioniere Walter Kuntze) 
6. Infanterie-Division (Generalleutnant Arnold Freiherr von Biegeleben)
9. Infanterie-Division (Generalleutnant Georg von Apell)
36. Infanterie-Division (Generalleutnant Georg Lindemann)

### 7. Armee
General der Artillerie Friedrich Dollmann

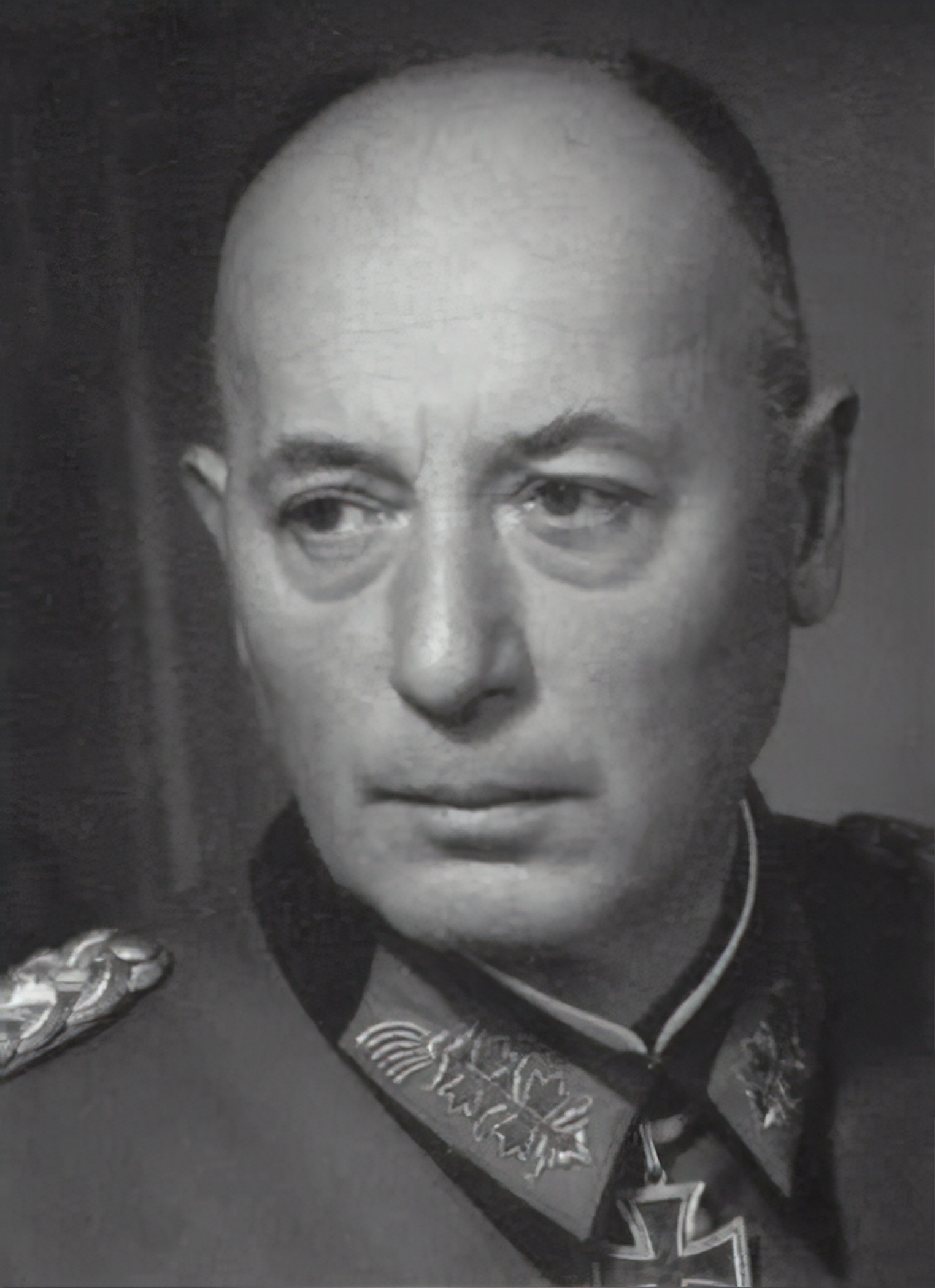
Friedrich Dollmann

7. Armee var stationerad längs den franska gränsen
7. Armee reserver
78. Infanterie-Division (Generalleutnant Friedrich Brand)
212. Infanterie-Division (Generalmajor Walter Friedrichs)
215. Infanterie-Division (Generalmajor Baptist Knieß )
Generalkommando der Grenztruppen Oberrhein (senare XXV. Armeekorps)
General der Infanterie Alfred Wäger
5. Infanterie-Division (Generalleutnant Wilhelm Fahrmbacher)
35. Infanterie-Division (Generalmajor Hans Wolfgang Reinhard)
14. Landwehr-Division (generalmajor Ernst Richter ) (senare 205. Infanteri-division )
SS-Standart (mot.) "Der Führer" (SS-Oberführer Georg Keppler)

## Stödjande stridskrafter

### Luftwaffe
Luftwaffe - Oberbefehlshaber der Luftwaffe Generalfeldmarschall Hermann Göring
- Chef der Generalstabes der Luftwaffe - Oberst Hans Jeschonnek
- Luftflotte 1 - Befälhavd av General der Flieger Albert Kesselring. Stödde Armégrupp Nord.
  - 1. Flieger-Division - Generalmajor Ulrich Grauert:
    - I./ Kampfgeschwader 1, II./ Kampfgeschwader 26, Kampfgeschwader 27, I./ Kampfgeschwader 53, I./ Kampfgeschwader 152, Sturzkampfgeschwader 2, IV.(Stuka)/ Lehrgeschwader 1, I.(Jagd)/ Lehrgeschwader 2, Zerstörergeschwader 1.
    - Luftgau-Kommando I (Königsberg) - Generalmajor Walter Mußhoff:  I./ Jagdgeschwader 1, I./ Jagdgeschwader 21
    - Luftgau-Kommando III (Berlin) - Generalmajor Hubert Weise:  I./ Jagdgeschwader 2
    - Luftgau-Kommando IV (Dresden) - Generalmajor Wilhelm Mayer:  I./ Jagdgeschwader 3, I./ Jagdgeschwader 20

  - Luftwaffenkommando Ostpreußen - Generalleutnant Wilhelm Wimmer:
    - Kampfgeschwader 3, I./ Sturzkampfgeschwader 1
    - Lehr-Division - Generalmajor Helmut Förster: Lehrgeschwader 1 (3 Kampf Gruppe), Kampfgeschwader 2
- Luftflotte 2 - Befälhavd av General der Flieger Hellmuth Felmy.  Stödde Armégrupp C.
  - 3. Flieger-Division - Generalmajor Richard Putzier:
    - I./ Kampfgeschwader 25, II./ Kampfgeschwader 28, I./ Kampfgeschwader 54

  - 4. Flieger-Division - General der Flieger Alfred Keller:
    - I./ Kampfgeschwader 26, Kampfgeschwader 27, Kampfgeschwader 55
    - Luftgau-Kommando VI (Münster) - Generalmajor August Schmidt: Jagdgeschwader 26, I./ Jagdgeschwader 52, II./ Zerstörergeschwader 26
    - Luftgau-Kommando XI (Hannover) - General der Flieger Ludwig Wolff: II./ Jagdgeschwader 77, Zerstörergeschwader 26
- Luftflotte 3 - Befälhavd av General der Flieger Hugo Sperrle. Stödde Armégrupp C.
  - 5. Flieger-Division - Generalmajor Robert Ritter von Greim:
    - Kampfgeschwader 51, I./ Zerstörergeschwader 52

  - 6. Flieger-Division - Generalmajor Otto Deßloch:
    - Kampfgeschwader 53, III./ Sturzkampfgeschwader 51, II./ Zerstörergeschwader 76
    - Luftgau-Kommando VII (München) - Generalleutnant Emil Zenetti, Commanding:  I./ Jagdgeschwader 51, I./ Jagdgeschwader 71
    - Luftgau-Kommando XII (Wiesbaden) - Generalmajor Friedrich Heiligenbrunner: Jagdgeschwader 53
    - Luftgau-Kommando XIII (Nürnberg) - Generalmajor Dr. Eugen Weißmann: I./ Jagdgeschwader 70
- Luftflotte 4 - Befälhavd av General der Flieger Alexander Löhr. Stödde Armégrupp Syd.
  - 2. Flieger-Division - Generalmajor Bruno Loerzer,:
    - Kampfgeschwader 4, Kampfgeschwader 76, Kampfgeschwader 77, I./ Sturzkampfgeschwader 2, I./ Zerstörergeschwader 76

  - Fliegerführer z.b.V. - Generalmajor Wolfram Freiherr von Richthofen,:
    - II.(Schlacht)/ Lehrgeschwader 2, I./ Sturzkampfgeschwader 76, Sturzkampfgeschwader 77, I./ Zerstörergeschwader 2

  - Luftgau-Kommando VIII (Breslau) - Generalmajor Bernhard Waber: I./ Jagdgeschwader 76, I./ Jagdgeschwader 77
  - Luftgau-Kommando XVII (Wien) - Generalmajor Friedrich Hirschauer
- 7. Fliegerdivision - Generalmajor Kurt Student
- Fallschirmjäger-Regiment 1, 2, Kampfgeschwader z.b.V. 1, Kampfgruppe z.b.V. 9
  -     - 16. Luftlande-Infanterie-Regiment av den 22. Infanterie-Division

### Kriegsmarine
Den 30 augusti skickade den polska flottan, som insåg vad som var på väg att hända, tre jagare (Błyskawica, Grom och Burza) till Storbritannien. Jagarna upptäcktes den 30:e i södra Östersjön av U 31 och sågs igen i Skagerrak, av U 19 den 31 augusti. Eftersom kriget inte hade börjat förblev de ostörda. Med de polska jagarna borta återkallades några av de tyska fartygen som placerats ut till Östersjön och skickades till Nordsjön. Flottan var i färd med denna omplacering när kriget bröt ut. Senare kom även ubåtarna Orzeł och Wilk till Storbritannien medan Sęp, Ryś och Żbik sökte internering i Sverige.
Kriegsmarine - Oberbefehlshaber der Kriegsmarine Generaladmiral Erich Raeder
- Chef des Stabes der Seekriegsleitung (Skl) - Konteradmiral Otto Schniewind
  - Chef der Flotte / Flottenchef - Amiral Hermann Boehm
  - Befehlshaber der Panzerschiffe - Vizeadmiral Wilhelm Marschall
  - Befehlshaber der Aufklärungsstreitkräfte - Vizeadmiral Hermann Densch
  - Führer der Torpedoboote - Konteradmiral Günter Lütjens
  - Führer der Unterseeboote - Kapitän zur See Karl Dönitz
    - Führer der Unterseeboote West - Kapitän zur See Karl Dönitz
    - Führer der Unterseeboote Ost - Fregattenkapitän Oskar Schomburg

Under direkt kontroll av Seekriegsleitung (Skl)
- Admiral Graf Spee (Pansarskepp) - Kapitän zur See Hans Langsdorff : på väg till södra Atlanten
- Deutschland (Pansarskepp) - Kapitän zur See Paul Wenneker: Nordatlanten
- Altmark (Försörjningsskepp) - Kapitänleutnant der Reserve Heinrich Dau : opererar med ADMIRAL GRAF SPEE
- Westerwald (Försörjningsskepp) - Korvettenkapitän R. Peter Grau: opererar med DEUTSCHLAND
- U 27 - Kapitänleutnant Johannes Franz: Nordatlanten
- U 28 - Kapitänleutnant Günter Kuhnke: Nordatlanten
- U 29 - Kapitänleutnant Otto Schuhart: Nordatlanten
- U 30 - Kapitänleutnant Fritz-Juluis Lemp: Nordatlanten
- U 33 - Kapitänleutnant Hans-Wilhelm von Dresky: Nordatlanten
- U 34 - Kapitänleutnant Wilhelm Rollman: Nordatlanten
- U 37 - Kapitänleutnant Heinrich Schuch: Nordatlanten
- U 38 - Kapitänleutnant Heinrich Liebe: Nordatlanten
- U 39 - Kapitänleutnant Gerhard Glattes: Nordatlanten
- U 40 - Kapitänleutnant Werner von Schmidt: Nordatlanten
- U 41 - Kapitänleutnant Gustav-Adolf Mugler: Nordatlanten
- U 45 - Kapitänleutnant Alexander Gelhaar: Nordatlanten
- U 46 - Kapitänleutnant Herbert Sohler: Nordatlanten
- U 47 - Korvettenkapitän Gunther Prien: Nordatlanten
- U 48 - Kapitänleutnant Herbert Schultze: Nordatlanten
- U 52 - Kapitänleutnant Wolfgang Barten: Nordatlanten

### Marinegruppenkommando West
Oberbefehlshaber Marinegruppenkommando West - Amiral Alfred Saalwächter
- Kommandierender Admiral der Marinestation der Nordsee - Admiral Rolf Carls
- Führer der Unterseeboote West - Kapitän zur See Karl Dönitz
- Till sjöss (Nordsjön)
  - Nürnberg (Lätt kryssare) - Kapitän zur See Otto Klüber (Flag Befehlshaber der Aufklärungsstreitkräfte - Vizeadmiral Hermann Densch)
  - Köln (Lätt kryssare) - Kapitän zur See Theodor Burchardi
  - Königsberg (Lätt kryssare) - Kapitän zur See Kurt Caesar Hoffmann
  - Leipzig (Lätt kryssare) - Kapitän zur See Heinz Nordmann
  - U 9 - Kapitänleutnant Ludwig Mathes
  - U 12 - Kapitänleutnant Dietrich von der Ropp
  - U 15 - Kapitänleutnant Heinz Buchholz
  - U 17 - Kapitänleutnant Heinz von Reiche
  - U 19 - Kapitänleutnant Hans Meckel
  - U 21 - Kapitänleutnant Fritz Frauenheim
  - U 23 - Kapitänleutnant Otto Kretschmer
  - U 26 - Korvettenkapitän Klaus Ewerth
  - U 36 - Kapitänleutnant Wilhelm Fröhlich
  - U 56 - Kapitänleutnant Wilhelm Zahn
  - U 58 - Kapitänleutnant Herbert Kuppisch
  - U 59 - Kapitänleutnant Harald Jurst
- För ankar i Wilhelmshaven
  - Scharnhorst (Slagskepp) - Kapitän zur See Otto Ciliax
  - Admiral Scheer (Slagskepp) - Kapitän zur See Hans-Heinrich Wurmbach
  - Emden (Lätt kryssare) - Kapitän zur See Werner Lange
  - Karlsruhe (Lätt kryssare) - Kapitän zur See Friedrirch Rieve
  - 2. Zerstörerflottille - Kapitän zur See Friedrich Bonte
    - Paul Jakobi (Z 5) - Korvettenkapitän Hans G. Zimme
    - Theodor Riedel (Z 6) - Korvettenkapitän Gerhardt Bohmig
    - Hermann Schoemann (Z 7) - Korvettenkapitän Theodor Detmers
    - Karl Galster (Z 20) - Korvettenkapitän Theodor Bechtolsheim

  - 4. Zerstörerflottille - Fregattenkapitän Erich Bey
    - Hans Lody (Z 10) - Korvettenkapitän Hubert Freiherr von Wagenheim

  - 5. Zerstörerdivision - Korvettenkapitän Herbert Friedrich
    - Dieter von Roeder (Z 17) - Korvettenkapitän Erich Holtorf
    - Hans Lüdemann (Z 18) - Korvettenkapitän Herbert Friedrichs

  - 6. Torpedobootsflottille - Korvettenkapitän Georg Waue
    - Iltis - Kapitänleutnant Heinz Schuur
    - Jaguar - Kapitänleutnant Franz Kolhauf
    - Leopard - Kapitänleutnant Karl Kassbaum (Flag 6. Torpedobootsflottille)
    - Luchs - Kapitänleutnant Eckart Prolss
    - Seeadler - Kapitänleutnant Werner Hartenstein
    - Wolf - Kapitänleutnant Lutz Gerstung

  - U 25 - Oberleutnant zur See Georg Heinz Michel
- För ankar i Brunsbüttel
  - Gneisenau (Slagskepp) - Kapitän zur See Erich Förste (Flottans flaggskepp)
- För ankar i Kiel
  - Schlesien (Linjeskepp) - Kapitän zur See Kurt Utke
  - Admiral Hipper (Tung kryssare) - Kapitän zur See Hellmuth Heye
  - Blücher (Tung kryssare) - Kapitän zur See Heinrich Woldag: sjösatt 20 September
  - Erich Koellner (Z 13)  - Fregattenkapitän Alfred Schulze-Hinrichs
  - Hermann Künne (Z 19)  - Fregattenkapitän Friedrich Kothe
  - Wilhelm Heidkamp (Z 21)  - Korvettenkapitän Hans Erdmenger
  - 5. Torpedobootsflottille - Fregattenkapitän Rudolf Heyke
    - Albatros - Kapitänleutnant Herbert Max Schultze
    - Falke - Kapitänleutnant Günter Hessler
    - Greif - Kapitänleutnant Wilhelm Verlohr
    - Kondor - Kapitänleutnant Hans Wilcke
    - Möwe - Kapitänleutnant Konrad Edler von Rennenkampf

  - U 2 - Kapitänleutnant Helmut Rosenbaum:
  - U 8 - Kapitänleutnant Georg Peters:
  - U 10 - Kapitänleutnant Georg-Wilhelm Schulz:
  - U 13 - Kapitänleutnant Karl Daublebsky von Eichhain:  avfärd mot nordsjön 2 September
  - U 16 - Kapitänleutnant Hannes Weingaertner: avfärd mot nordsjön 2 September
  - U 20 - Kapitänleutnant Karl-Heinz Moehle:  avfärd mot nordsjön 1 September
  - U 24 - Kapitänleutnant Udo Behrens:  avfärd mot nordsjön 2 September
  - U 49 - Kapitänleutnant Curt von Gossler: övar
  - U 51 - Kapitänleutnant Dietrich Knorr: övar
  - U 53 - Kapitänleutnant Ernst-Gunther Heinicke: övar
  - U 60 - Kapitänleutnant Georg Schewe: övar
  - U 61 - Kapitänleutnant Jurgen Oesten: övar
- För ankar i Hamburg
  - Erich Giese (Z 12)  - Korvettenkapitän Karl Smidt
- För ankar i Bremen
  - Anton Schmitt (Z 22)  - Korvettenkapitän Friedrich Böhme: sjösatt 24 September
  - U 42 - Kapitänleutnant Rolf Dau: övar
  - U 43 - Kapitänleutnant Wilhelm Ambrosius: övar
- För ankar i Neustad
  - Unterseebootsschulflottille - Kapitänleutnant Heinz Beduhn:
    - U 1 - Kapitänleutnant Jurgen Deecke
    - U 3 - Kapitänleutnant Joachim Schepke
    - U 4 - Kapitänleutnant Harro von Klot-Heydenfeldt
    - U 11 - Kapitänleutnant Viktor Schultze:

### Marinegruppenkommando Ost
Oberbefehlshaber Marinegruppenkommando Ost - Generaladmiral Conrad Albrecht
- Kommandierender Admiral der Marinestation der Ostsee - Admiral Rolf Carls
- Till sjöss (Östersjön)
  - 1. Zerstörerflottille - Kapitän zur See Wilhelm Meisel :
    - Georg Thiele (Z 2) - Korvettenkapitän Max-Eckart Wolff
    - Richard Beitzen (Z 4) - Korvettenkapitän Moritz Schmidt
    - Erich Steinbrinck (Z 15) - Korvettenkapitän Rolf Johannesson

  - U 5 - Kapitänleutnant Gunter Kutschmann
  - U 6 - Kapitänleutnant Joachim Matz
  - U 7 - Oberleutnant zur See Otto Salmann
  - U 14 - Kapitänleutnant Horst Willner
  - U 18 - Kapitänleutnant Max-Hermann Bauer
  - U 22 - Kapitänleutnant Werner Winter
  - U 31 - Kapitänleutnant Wilfred Prellberg
  - U 32 - Korvettenkapitän Paul Buchel: återvänder till Kiel
  - U 35 - Kapitänleutnant Werner Lott: återvänder till Kiel
  - U 57 - Kapitänleutnant Claus Korth
- För ankar i Danzig
  - Schleswig-Holstein (Linjeskepp) - Kapitän zur See Gustav Kleiamp
  - Wolfgang Zenker (Z 9) - Korvettenkapitän Gottfried Ponitz
  - Bernd von Arnim (Z 11) - Korvettenkapitän Kurt Rechel
- För ankar i Pillau
  - Friedrich Eckoldt (Z 16) - Korvettenkapitän Alfred Schemmel
  - Leberecht Maas (Z 1) - Korvettenkapitän Fritz Bassenge (Flag Führer der Torpedoboote Konteradmiral Gunther Lütjens )
- För ankar i Stettin
  - Max Schulz (Z 3) - Korvettenkapitän Claus Trampedac: skadad i kollision och inte fungerande
- För ankar i Swinemünde
  - Bruno Heinemann (Z 8) - Korvettenkapitän Fritz Berger
  - Friedrich Ihn (Z 14) - Korvettenkapitän Rudolf von Pufendorf